# Румплер, Франц
Франц Румплер (нем. Franz Rumpler; 4 декабря 1848, Тахов, Чехия — 7 марта 1922, Клостернойбург, Австрия) — австрийский художник и педагог.
Изучал живопись в венской Академии изящных искусств в классе Эдуарда фон Энгерта, затем обучался в Италии (в 1871—1875) и в Париже (1879). С середины 1890-х годов — профессор Специальной школы исторической живописи при императорской Академии изящных искусств в Вене. Среди его многочисленных учеников следует выделить Коломана Мозера и Рудольфа Йетмара. В 1897 году в Вене состоялась его крупнейшая персональная выставка, где демонстрировались 230 его полотен. В том же году он стал почётным гражданином своего родного города Тахова. В Тахове в 1874 году написал алтарную картину для главного алтаря местного францисканского монастыря св. Марии Магдалины. В 1895 году написал по полотну для этого монастыря и для монастырской церкви.
В 1904 году переехал в Клостернойбург, где в 1906 году стал одним из основателей местного союза художников. Похоронен в Вене.
Кроме произведений религиозной и исторической живописи, оставил после себя большое количество жанровых полотен.

## Память
В Вене и в Клостернойбурге его именем названы улицы.